# Стариков, Евгений Валерьевич
Евге́ний (Юджи́н) Вале́рьевич Ста́риков (род. 17 ноября 1988, Одесса) — американский футболист, нападающий.

## Биография

### Ранние годы
Стариков родился в Одессе в семье русских. Когда мальчику был один год, его родители эмигрировали во Флориду, США. Там его отец устроился работать программистом, а мать инженером по связи. Также у Евгения есть старший брат, который позже занялся американским футболом.

Мне важно, что родители у меня отсюда. Но дом мой в Америке, всё-таки я там двадцать лет прожил. Хотя родители всегда делали акцент на том, что мы русские. Я это понял только тогда, когда чуть постарше стал.

С 6 лет Евгений посещал футбольную школу. В 2008 году выступал за команду Стетсонского университета.

### Клубная карьера
В 2009 году Старикова заметил главный тренер молодёжного состава санкт-петербургского «Зенита» Анатолий Давыдов. К тренировкам основного состава не привлекался и выступал исключительно за молодёжную команду. В сезоне 2009 вместе в командой стал победителем турнира молодёжных команд. Перед сезоном-2010 вместе с Сергеем Корниленко был отдан в аренду в клуб «Томь». Обоих нападающих хотел видеть в своей команде главный тренер Валерий Непомнящий. 8 августа 2010 года в матче против «Рубина» он дебютировал в РФПЛ, заменив Дмитрия Мичкова. 23 октября в гостевом матче против «нальчикского Спартака» Евгений забил свой первый гол за «Томь». 29 ноября 2010 года «Томь» выкупила контракт Старикова, однако эта информация не подтвердилась.
3 февраля 2011 года, находясь на сборе «Зенита» в испанской Марбелье, дебютировал за основную команду, выйдя на замену в середине второго тайма в товарищеском матче с «Локомотивом» Пловдив. Спустя несколько минут отметился победным голом.
Сезон 2011/12 вновь начал в аренде в «Томи». 21 мая 2011 года в матче против «Зенита» забил гол и помог «Томи» одержать победу со счётом 2:1. 7 декабря 2011 года «Томь» исключила Старикова из заявки на сезон. После вылета клуба из Премьер-лиги Стариков вернулся в расположение «Зенита», но вновь был отдан в аренду. Его новым клубом стал «Ростов». 18 ноября 2012 года в матче против «Анжи» дебютировал за новый клуб. 17 мая в поединке против «Амкара» забил свой первый гол за «Ростов».
Летом 2013 года во второй раз был отдан «Зенитом» в «Томь» на правах аренды. 24 августа в домашней встрече против ЦСКА дебютировал в сезоне 2013/14. В конце 2014 года разорвал контракт с «Зенитом».
8 сентября 2015 года подписал контракт с одесским «Черноморцем», рассчитанный на один год с правом возможной пролонгации. 20 сентября в выездном матче против «Говерлы» дебютировал в чемпионате Украины. В этом же поединке забил первый гол за «моряков».
В начале 2017 года Стариков вернулся в США, где присоединился к клубу «Нью-Йорк Космос». 26 марта в матче против «Пуэрто-Рико» дебютировал в NASL. 27 августа в поединке с «Норт Каролиной» забил свой первый гол за клуб.
6 февраля 2018 года Стариков подписал контракт с клубом USL «Инди Илевен». 24 марта в матче против «Ричмонд Кикерс» он дебютировал за новую команду. 11 июля в поединке против «Чарлстон Бэттери» Евгений забил свой первый гол за «Инди Илевен».

### Международная карьера
7 января 2011 года был впервые вызван в сборную США, в тренировочный лагерь перед товарищеским матчем со сборной Чили.

## Клубная статистика
| Выступление         | Выступление      | Выступление      | Лига | Лига | Кубок | Кубок | Прочие | Прочие | Итого | Итого |
| Клуб                | Лига             | Сезон            | Игры | Голы | Игры  | Голы  | Игры   | Голы   | Игры  | Голы  |
| ------------------- | ---------------- | ---------------- | ---- | ---- | ----- | ----- | ------ | ------ | ----- | ----- |
| Томь (аренда)       | Премьер-лига     | 2010             | 9    | 1    | 0     | 0     | —      | —      | 9     | 1     |
| Томь (аренда)       | Премьер-лига     | 2011/12          | 21   | 1    | 2     | 0     | —      | —      | 23    | 1     |
| Томь (аренда)       | Премьер-лига     | 2013/14          | 1    | 0    | 0     | 0     | —      | —      | 1     | 0     |
| Томь (аренда)       | Итого            | Итого            | 31   | 2    | 2     | 0     | —      | —      | 33    | 2     |
| Ростов (аренда)     | Премьер-лига     | 2012/13          | 8    | 2    | 0     | 0     | 1      | 0      | 9     | 2     |
| Ростов (аренда)     | Итого            | Итого            | 8    | 2    | 0     | 0     | 1      | 0      | 9     | 2     |
| Черноморец (Одесса) | Премьер-лига     | 2015/16          | 10   | 2    | 1     | 0     | —      | —      | 11    | 2     |
| Черноморец (Одесса) | Итого            | Итого            | 10   | 2    | 1     | 0     | —      | —      | 11    | 2     |
| Нью-Йорк Космос     | NASL             | 2017             | 25   | 4    | 0     | 0     | 2      | 0      | 27    | 4     |
| Нью-Йорк Космос     | Итого            | Итого            | 25   | 4    | 0     | 0     | 2      | 0      | 27    | 4     |
| Инди Илевен         | USLC             | 2018             | 19   | 6    | 0     | 0     | 0      | 0      | 19    | 6     |
| Инди Илевен         | USLC             | 2019             | 11   | 0    | 0     | 0     | —      | —      | 11    | 0     |
| Инди Илевен         | Итого            | Итого            | 30   | 6    | 0     | 0     | 0      | 0      | 30    | 6     |
| Всего за карьеру    | Всего за карьеру | Всего за карьеру | 104  | 16   | 3     | 0     | 3      | 0      | 110   | 16    |

1. ↑  Включает стыковые матчи РФПЛ — ФНЛ и плей-офф NASL.